# Silver & Gold
Silver & Gold – studyjny album Neila Younga nagrany pomiędzy sierpniem 1997 r. a majem 1999 r. i wydany przez firmę nagraniową Reprise w kwietniu 2000 r.

## Historia i charakter albumu
Chociaż album został nagrany w latach 1997–1999, to Young sięgnął do swoich starszych kompozycji, na co dowodem jest koncertowy bootleg z jego występu z Crazy Horse w 1976 r., kiedy to wykonał "Razor Love". Utwór tytułowy powstał w czasie sesji do albumu Freedom i jak Young wspomina usiłował go później nagrać przez dziesięć lat.
Od strony muzycznej Silver & Gold powraca do łagodnego i sentymentalnego country rocka zwłaszcza z okresu albumów Harvest i Comes a Time. Płyta jest więc spokojna i przyciszona.
Natomiast jeśli chodzi o warstwę liryczną, to świadczy ona o dalszym rozwoju Younga. Jest tu więcej uwagi poświęconej rodzinie, starzeniu się i równocześnie stawaniu się pełniejszą, bardziej świadomą osobą. Zapewne dlatego stać go na nostalgiczny powrót do przeszłości i wspomnienia ze swojego życia i kariery.

## Muzycy
- Neil Young – gitara, wokal, pianino, harmonijka
- Ben Keith – elektryczna gitara hawajska, chórki
- Donal "Duck" Dunn – gitara basowa
- Jim Keltner – perkusja
- Oscar Butterworth – perkusja (4, 5)
- Spooner Oldham – pianino, organy
- Emmylou Harris – chórki
- Linda Ronstadt – chórki

## Spis utworów
| 1.  | Good to See You           | 2:48  |
|     |                           |       |
| 2.  | Silver & Gold             | 3:17  |
|     |                           |       |
| 3.  | Daddy Went Walkin’        | 4:02  |
|     |                           |       |
| 4.  | Buffalo Springfield Again | 3:21  |
|     |                           |       |
| 5.  | The Great Divide          | 4:32  |
|     |                           |       |
| 6.  | Horseshoe Man             | 3:59  |
|     |                           |       |
| 7.  | Red Sun                   | 2:46  |
|     |                           |       |
| 8.  | Distant Camera            | 4:06  |
|     |                           |       |
| 9.  | Razor Love                | 6:29  |
|     |                           |       |
| 10. | Without Rings             | 3:42  |
|     |                           |       |
|     |                           | 39:02 |
|     |                           |       |

## Opis płyty
- Producent – Ben Keith, Neil Young
- Inżynier dźwięku – Tim Mulligan, John Nowland, John Housmann
- Studio – Redwood Digital
- Data nagrania – 26 sierpnia 1997–28 maja 1999
- Inżynierowie w Austin – Larry Greenhill, Bobby Arnold
- Nagranie – Tim Mulligan (asystent John Housmann)
- Studio – Redwood Digital, Redwood City, Kalifornia
- Nagranie utworów 4 i 5 – Tim Mulligan, Larry Greenhill (asystenci Bobby Arnold i John Housmann)
- Studio – Arlyn Studios, Austin, Teksas
- Nagranie utworu 7 (Emmylou Harris, Linda Ronstadt) – Tim Mulligan (asystent Jim Brady)
- Studio – Jim Brady Studios, Tucson, Arizona
- Nagranie utworów 2 i 10 – John Nowland  (asystent John Housmann)
- Studio – Redwood Digital
- Miksowanie – Tim Mulligan, John Nowland (asystent John Housmann)
- Studio – Redwood Digital
- Miksowanie utworu 5 – Larry Greenhill i Tim Mulligan (asystenci Bobby Arnold i John Housmann)
- Studio – Arlyn Studios
- Przeniesienie z systemu analogowego na cyfrowy – John Nowland
- Studio – Redwood Digital
- Przeniesienie utworu 5 z systemu analogowego na cyfrowy – Denny Pucell
- Studio – Georgetown Mastering, Nashville, Tennessee
- Montaż cyfrowy – Tim Mulligan
- Studio – Redwood Digital
- Mastering – Tim Mulligan w Redwood Digital i Denny Purcell w Georgetown Mastering
- Starszy techniczny inżynier – Harry Sitam
- Technik gitar – Larry Cragg
- Kierownictwo – Elliot Roberts & Lookout Management
- Długość – 37 min. 02 sek
- Kierownictwo artystyczne i projekt – Gary Burden i Jenice Heo dla R.Twerk Co.
- Fotografia wewnątrz wkładki – Lars Larson
- Fotografia (tył okładki) – Pegi Young
- Fotografie zespołu – Cam Studio
- Firma nagraniowa – Reprise
- Numer katalogowy – 9 47305-2

## Listy przebojów

### Album
| Rok  | Lista         | Pozycja |
| ---- | ------------- | ------- |
| 2000 | Billboard 200 | 22      |